# Eiwitsynthese
Eiwitsynthese (ook proteïne- of eiwit-biosynthese) is een fysiologisch, anabool proces binnen een organisme. Het aanmaken van eiwitten, inclusief enzymen, vindt plaats in de cellen van alle organismen, door polymerisatie van aminozuren. Autotrofe organismen synthetiseren hun eigen aminozuren, heterotrofe organismen verkrijgen hun aminozuren via de hydrolyse (spijsvertering) van eiwitten die ze uit voedsel betrekken. 
De rest van dit artikel beschrijft kort de eiwitsynthese in de cellen van eukaryoten, alle soorten organismen waarvan de cellen een celkern bevatten. 

## Eiwitsynthese in het kort
Eiwitten, zoals keratine, een eiwit in nagels en haren, of hemoglobine, voorkomend in rode bloedcellen, bestaan uit aan elkaar gekoppelde aminozuren. De chemische aaneenschakeling van aminozuren tot allerlei soorten eiwitten vindt plaats in ribosomen, organellen die zich in het cytoplasma van de eukaryote cel bevinden. Er zijn duizenden ribosomen per cel, in een (prokaryote) bacterie kan zelfs de helft van alle droge stof bestaan uit ribosomen. 
Er zijn vele tienduizenden soorten mogelijke eiwitten, die ieder worden gecodeerd door een specifiek, voor één enkel eiwit of enzym coderend gen op het DNA. Van DNA naar eiwit kan niet in een stap: DNA zit verpakt in de celkern, terwijl ribosomen zich in het cytoplasma bevinden. Het DNA in de celkern wordt bij de transcriptiefase eerst gekopieerd naar mRNA, het mRNA verplaatst zich door de kernporiën naar het cytoplasma, en wordt dan herkend door ribosomen. Ribosomen koppelen bij de translatiefase vervolgens aminozuren aan elkaar op grond van de codons van het mRNA. De volgorde van deze codons vormt de eiwitcode die opgeslagen ligt op, en afkomstig is van het DNA. Een mRNA codeert voor één soort eiwit. 
De omzetting van aminozuren naar een nieuw eiwit gebeurt dus in twee stappen: transcriptie en translatie.

## Transcriptie
DNA zit verpakt in de kern van iedere individuele cel van een eukaryoot organisme, daar vindt de transcriptie plaats. Tijdens de transcriptie splitst de dubbele helix die het DNA-molecuul kenmerkt. Aan een deel van dit halve DNA wordt een stuk RNA gevormd. Na het vormen van dit mRNA wordt het DNA weer één geheel. Het gevormde mRNA verlaat vervolgens de celkern, via actief transport, door de kernporiën en komt terecht in het cytoplasma. Hier vindt de translatie plaats.

## Translatie
In het cytoplasma koppelt een mRNA-streng aan een ribosoom. Een ribosoom bestaat uit twee delen, elk een complex van eiwitten en RNA. Eiwitten bestaan uit aminozuren. Ribosomen lezen de informatie van mRNA en vertalen die in een bepaalde aminozuurvolgorde van eiwitten, volgens een genetische code die voor alle organismen grotendeels dezelfde is. De volgorde is essentieel voor het uiteindelijke karakter van een eiwit.
Deze vertaling gaat als volgt: drie nucleobasen van de mRNA-streng (adenine, cytosine en guanine of uracil, die samen een codon vormen) worden vertaald naar één aminozuur in de eiwitketen. De volgende drie nucleotiden (codon) bepalen het volgende aminozuur in de keten enzovoort. 
Bij de ribosomen begint de eiwitvorming als het ribosoom een startcodon tegenkomt. Het startcodon bestaat uit de basen A(denine), U(racil) en G(uanine). Deze basen vormen samen het aminozuur methionine.

## Einde van de translatie, eiwitvouwing, verdere chemische aanpassingen
De eiwitvorming gaat door totdat het ribosoom een stopcodon tegenkomt. Er zijn drie verschillende stopcodons, namelijk UAA, UAG en UGA. Deze codons vormen geen aminozuur, waardoor ze niet als aminozuur aan worden gegeven in het gevormde eiwit. 
Het eiwit belandt in het cytoplasma of in het ruw endoplasmatisch reticulum. Terwijl de eiwitketen wordt aangemaakt, rolt ze al meteen op tot haar driedimensionale structuur, die bepaald wordt door de aminozuurvolgorde.
Na de translatie kunnen eventueel nog wijzigingen aan het eiwit worden aangebracht: de posttranslationele modificaties. Deze modificaties worden verricht in het golgicomplex.